# Carbon-13
Carbon-13 (13C) este un izotop natural al carbonului și unul dintre izotopii de mediu.  Acesta reprezintă aproximativ 1,1% din totalul de carbon natural de pe Pământ.